# Barbara Cook
Barbara Cook (Atlanta, Georgia, 1927. október 25. – New York, Manhattan, 2017. augusztus 8.) Tony-díjas amerikai énekesnő, színésznő.

## Diszkográfia
- Songs of Perfect Propriety (1958)
- Barbara Cook Sings "From the Heart (1959)
- At Carnegie Hall (1975)
- As Of Today (1977)
- It's Better With a Band (1981)
- The Disney Album (1988)
- Dorothy Fields: Close as Pages in a Book (1993)
- Live from London (1994)
- Oscar Winners: The Lyrics of Oscar Hammerstein II (1997)
- All I Ask of You (1999)
- The Champion Season: A Salute to Gower Champion (1999)
- Have Yourself a Merry Little Christmas (2000)
- Sings Mostly Sondheim: Live at Carnegie Hall (2001)
- Count Your Blessings (2003, Grammy-díjra jelölés a Best Traditional Pop Vocal Album kategóriában)[7]
- Barbara Cook's Broadway! (2004)
- Tribute (2005)
- Barbara Cook at The Met (2006)
- No One Is Alone (2007)
- Rainbow Round My Shoulder (2008)
- Cheek to Cheek: Live from Feinstein's at Loews Regency (Barbara Cook & Michael Feinstein) (2011)
- You Make Me Feel So Young: Live at Feinstein's at the Loews Regency (2011)
- Loverman (2012)

## Filmjei
- Studio One (1950, tv-sorozat, egy epizódban)
- Armstrong Circle Theatre (1950, 1952, tv-sorozat, két epizódban)
- Kraft Television Theatre (1950, 1957, tv-sorozat, két epizódban)
- The Great Merlini (1951, tv-film)
- Golden Windows (1954, tv-sorozat)
- Babes in Toyland (1955, tv-film)
- Producers' Showcase (1956, tv-sorozat, egy epizódban)
- The Yeoman of the Guard (1957, tv-film)
- Alfred Hitchcock Presents (1957, tv-sorozat, egy epizódban)
- Hansel and Gretel (1958, tv-film)
- The Dinah Shore Chevy Show (1961, tv-sorozat, egy epizódban)
- The Chevy Show (1961, tv-sorozat, egy epizódban)
- Play of the Week (1961, tv-sorozat, egy epizódban)
- The United States Steel Hour (1962, tv-sorozat, egy epizódban)
- Hüvelyk Panna (Thumbelina) (1994, hang)

## További információ
- Hivatalos oldal
- Barbara Cook a PORT.hu-n (magyarul)
- Barbara Cook az Internetes Szinkronadatbázisban (magyarul)
- Barbara Cook az Internet Movie Database-ben (angolul)
- Barbara Cook a Rotten Tomatoeson (angolul)